# Laurence Tieleman
Laurence Tieleman (* 14. November 1972 in Brüssel, Belgien) ist ein ehemaliger italienischer Tennisspieler.

## Leben
Tieleman ist der Sohn eines Niederländers und einer Italienerin, die in Brüssel für die Europäische Gemeinschaft tätig waren. Er ist italienisch-belgischer Doppelbürger. Er erreichte auf der ATP World Tour nur ein Finale. 1998 unterlag er gegen Scott Draper bei den auf Rasen ausgetragenen Queen’s Club Championships. Zusammen mit Stefano Pescosolido gewann er 1998 den Doppeltitel beim Turnier in Taschkent. Seine höchste Notierung in der Tennisweltrangliste erreichte er 1999 mit Position 76.
Tieleman spielte 1999 eine Doppelpartie für die italienische Davis-Cup-Mannschaft. An der Seite von Stefano Pescosolido unterlag er dem Schweizer Doppel Lorenzo Manta und Marc Rosset.

## Erfolge
| Legende (Siege in Klammern)                   |
| --------------------------------------------- |
| Grand Slam                                    |
| Tennis Masters Cup                            |
| ATP Masters Series                            |
| ATP International Series Gold                 |
| ATP World Tour / ATP International Series (1) |
| ATP Challenger Tour (10)                      |

### Einzel

#### Turniersiege
| Nr. | Datum            | Turnier    | Belag       | Finalgegner     | Ergebnis      |
| --- | ---------------- | ---------- | ----------- | --------------- | ------------- |
| 1.  | 14. August 1994  | Brasília   | Hartplatz   | Frédéric Vitoux | 2:6, 7:6, 6:4 |
| 2.  | 16. Oktober 1994 | La Réunion | Hartplatz   | Paul Wekesa     | 7:5, 2:6, 6:3 |
| 3.  | 31. Januar 1999  | Heilbronn  | Teppich (i) | Markus Hantschk | 6:2, 5:7, 6:3 |

#### Finalteilnahmen
| Nr. | Datum         | Turnier      | Belag | Finalgegner  | Ergebnis  |
| --- | ------------- | ------------ | ----- | ------------ | --------- |
| 1.  | 14. Juni 1998 | Queen’s Club | Rasen | Scott Draper | 6:75, 4:6 |

### Doppel

#### Turniersiege

##### ATP Tour
| Nr. | Datum              | Turnier   | Belag     | Partner             | Finalgegner                    | Ergebnis      |
| --- | ------------------ | --------- | --------- | ------------------- | ------------------------------ | ------------- |
| 1.  | 14. September 1998 | Taschkent | Hartplatz | Stefano Pescosolido | Kenneth Carlsen Sjeng Schalken | 7:5, 4:6, 7:5 |

##### Challenger Tour
| Nr. | Datum              | Turnier         | Belag         | Partner         | Finalgegner                      | Ergebnis       |
| --- | ------------------ | --------------- | ------------- | --------------- | -------------------------------- | -------------- |
| 1.  | 27. September 1992 | Singapur (1)    | Hartplatz     | Martin Blackman | Patrick Baur Sander Groen        | 6:4, 1:6, 7:6  |
| 2.  | 24. Oktober 1993   | Caracas         | Hartplatz     | Maurice Ruah    | Mark Knowles Alex O’Brien        | 5:7, 6:4, 7:6  |
| 3.  | 9. Februar 1997    | Wolfsburg       | Teppich       | Nicola Bruno    | Henrik Holm Nils Holm            | 7:6, 6:4       |
| 4.  | 8. Februar 1998    | West Bloomfield | Hartplatz (i) | Jim Thomas      | Alejandro Hernández David Roditi | 7:6, 6:4       |
| 5.  | 22. Februar 1998   | Singapur (2)    | Hartplatz     | Jim Thomas      | Jamie Holmes Andrew Painter      | 6:3, 3:6, 7:6  |
| 6.  | 6. August 2000     | Lexington       | Hartplatz     | Lorenzo Manta   | Grant Stafford Wesley Whitehouse | 7:6, 7:6       |
| 7.  | 26. November 2000  | Brest           | Hartplatz (i) | Tuomas Ketola   | František Čermák Ota Fukárek     | 7:65, 1:6, 6:3 |